# 梅萨克 (滨海夏朗德省)
梅萨克（法語：Messac，法語發音：[mesak]）是法国滨海夏朗德省的一个市镇，位于该省东南部，属于容扎克区。

## 地理
梅萨克（45°20'47"N, 0°18'51"W）面积7.24 平方千米，位于法国新阿基坦大区滨海夏朗德省，该省份为法国西部滨海省份，北起旺代省，西临大西洋，南至吉倫特省，东南接多爾多涅省，东北接德塞夫勒省接壤，东临夏朗德省。
与梅萨克接壤的市镇（或旧市镇、城区）包括：尚蒂亚克、莱奥维尔、梅里尼亚克、波米耶-穆隆、旺扎克、维布拉克。

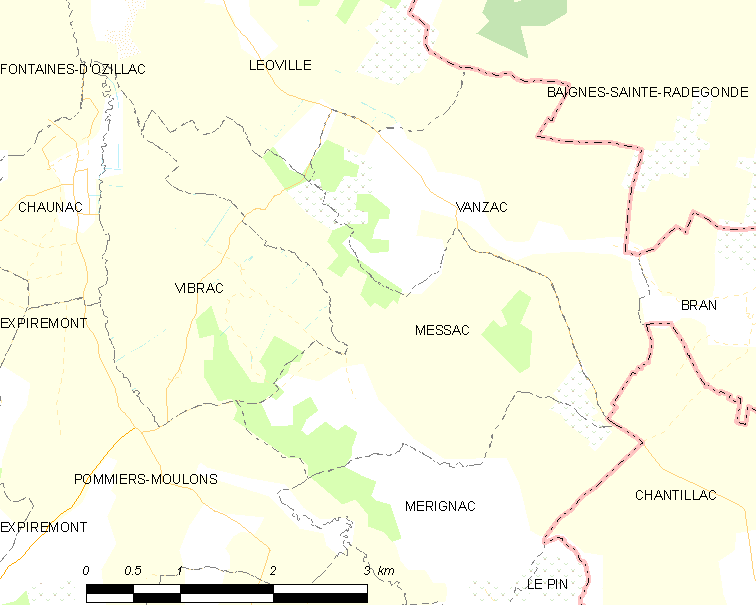
的OSM定位图

梅萨克的时区为UTC+01:00、UTC+02:00（夏令时）。

## 行政
梅萨克的邮政编码为17130，INSEE市镇编码为17231。

## 政治
梅萨克所属的省级选区为三山县。

## 人口

1962-2008年间人口变化图示

梅萨克于2022年1月1日时的人口数量为104人。